# VMware vSphere
VMware vSphere (trước đây là VMware Infrastructure) là nền tảng ảo hóa điện toán đám mây của VMware.

## Lịch sử
Khi phát triển VMware Infrastructure 3.5, VMware đã định hướng vSphere 4 như một bộ công cụ nâng cao cho điện toán đám mây sử dụng VMware ESX / ESXi 4.
Theo dự kiến ban đầu, ngày 30 tháng 3 năm 2009 VMware sẽ ra mắt VMware Infrastructure 4 (viết tắt là VI 4) 
Ngày 21 tháng 4 năm 2009, VMware giới thiệu vSphere 4, thay vì VMware Infrastructure 4 như dự định trước đó; dự kiến phát hành phát hành chính thức vào ngày 21 tháng 5 năm 2009.
Ngày 19 tháng 11 năm 2009, VMware đã phát hành bản cập nhật đầu tiên cho vSphere 4, hỗ trợ thêm cho Windows 7 và Windows Server 2008 R2.
vSphere 4.1 của VMware được ra mắt vào tháng 8 năm 2010. Bản cập nhật này bao gồm vCenter Configuration Manager đã được cập nhật, cũng như vCenter Application Discovery Manager và tính năng vMotion - di chuyển nhiều máy ảo cùng lúc từ máy chủ này sang máy chủ khác.  
Ngày 10 tháng 02 năm 2011, VMware phát hành bản cập nhật đầu tiên cho vSphere 4.1 để hỗ trợ thêm cho RHEL 6, RHEL 5.6, SLES 11 SP1 cho VMware, Ubuntu 10.10 và Solaris 10 Update 9.
Ngày 12 tháng 7 năm 2011, VMware phát hành VMware vSphere phiên bản 5.0.
Ngày 27 tháng 8 năm 2012, VMware phát hành vSphere 5.1. Bản vSphere mở rộng này bao gồm công cụ lưu trữ VMware vSphere Storage Appliance, Bảo vệ dữ liệu vSphere Data Protection, vSphere Replication và vShield Endpoint.
Ngày 22 tháng 9 năm 2013, vSphere 5.5 được ra mắt.
Tháng 5 năm 2014, SAP và VMware công bố giải pháp ảo hóa SAP HANA trên VMware vSphere 5.5 
Ngày 03 tháng 02 năm 2015, CEO Pat Gelsinger của VMware giới thiệu vSphere 6.0 với rất nhiều tính năng và cải tiến mới.
Ngày 18 tháng 10 năm 2016, VMware công bố vSphere 6.5, tập trung vào trải nghiệm đơn giản hóa và cải thiện các tính năng bảo mật.
Ngày 17 tháng 4 năm 2018, VMware giới thiệu vSphere 6.7, tập trung vào việc đơn giản và hiệu quả việc quản lý, cải thiện thêm các tính năng bảo mật, nền tảng ứng dụng phổ quát và trải nghiệm đám mây lai (hybrid cloud).
Ngày 16 tháng 10 năm 2018, VMware công bố vSphere 6.7 Update 1. Đáng chú ý, đây là bản phát hành đầy đủ tính năng đầu tiên của vSphere dựa trên HTML5.
Vào ngày 02 tháng 4 năm 2019, VMware ra mắt vSphere 6.7 Update 2.

## Thành phần và tính năng
- VMware ESXi: triển khai và ảo hóa máy tính.
- VMware vCenter Server: tiện ích quản lý tập trung các thành phần của vSphere, bao gồm ESXi
- VMware vSphere Client / VMware vSphere Web Client: chương trình/giao diện web để kết nối từ xa đến vCenter và ESXi.
- VMware vSphere SDKs Lưu trữ ngày 16 tháng 7 năm 2019 tại Wayback Machine: công cụ phát triển cho bên thứ 3.
- vSphere Virtual Machine File System Lưu trữ ngày 25 tháng 11 năm 2020 tại Wayback Machine (VMFS): hệ thống tập tin của VMWare.
- vSphere Virtual SMP: cho phép một máy ảo sử dụng đồng thời nhiều CPU vật lý cùng lúc.
- vSphere vMotion: di chuyển nóng máy ảo giữa các máy chủ, với thời gian downtime bằng không
- vSphere Storage vMotion Lưu trữ ngày 23 tháng 7 năm 2017 tại Wayback Machine: di chuyển nóng tập tin đĩa ảo của các máy ảo giữa các datastore, với thời gian downtime bằng không.
- vSphere High Availability (HA): trong trường hợp máy chủ ESX bị lỗi vật lý, tính năng này giúp khởi động lại máy ảo trên một máy chủ vật lý khác.
- vSphere Fault Tolerance (chống lỗi): khôi phục máy ảo trên một máy chủ khác ngay lập tức bằng cách luôn tạo ra một bản sao lưu của máy ảo. Fault Tolerance tiêu tốn nhiều tài nguyên hơn so với High Availability - vốn cho phép một thời gian downtime nhỏ.
- vSphere Distributed Resource Scheduler (DRS) - bao gồm Distributed Power Management (DPM): thực thi vMotion tự động, giúp cân bằng tải, nguồn điện tiêu thụ giữa các máy chủ.
- vSphere Storage DRS[liên kết hỏng]: tự động phân tán, di chuyển đĩa ảo giữa các datastore giúp cân bằng hiệu suất đọc ghi I/O và dung lượng lưu trữ.
- vSphere Distributed Switch (VDS): chuyển mạch ảo, cho phép nhiều máy ảo dùng chung một hoặc nhiều cổng mạng vật lý từ máy chủ.
- Host Profiles[liên kết hỏng]: cấu hình từ xa hàng loạt máy chủ dựa vào cấu hình định sẵn - thay vì phải cấu hình từng máy chủ thủ công.